# Babenberg
Babenberg fou un llinatge alemany originat a Bamberg a Francònia (avui al nord de Baviera). El que sembla que era un comte a Babenberg (a la vora del castell va sorgir després la ciutat de Bamberg) va rebre la marca Oriental de Baviera (coneguda com a Àustria) el 976 i la nissaga la va governar fins al 1157 com a marcgravis i després fins al 1246 com a ducs.

## Història
La família dels Babenberg derivava probablement dels poppònides, sent una branca oriental establerta a Francònia, de la van sorgir els marcgravis i ducs d'Àustria, i de la que també descendeixen el comtes d'Henneberg i els comtes de Schweinfurt. L'origen Poppònida no s'ha pogut demostrar encara.
La branca establerta al castell de Babenberg fou rival dels Conradians; els Babenberg volien estendre el seu domini a la regió del Main mitjà; el conflicte va arribar al màxim a l'inici del segle x durant el regnat de Lluís III. A la batalla de Fritzlar el 906, els conradians van obtenir una victòria decisiva tot i que el comte Conrad el Vell va morir a la lluita; també van morir dos germans dels Babenberg, i el tercer, Adalbert de Praga, fou cridat a la cort imperial pel regent arquebisbe Hattó I de Magúncia, partidari dels conradians; com que va refusar anar-hi fou atacat al seu castell i es va haver de rendir i tot i la promesa de poder sortir sa i estalvi, fou decapitat; els conradians van esdevenir ducs de Francònia i els Babenberg van perdre la seva influència i van passar a ser un petit poder local.
El Leopold I de Babenberg era comte al Donnegau, i per la seva fidelitat a l'emperador Otó II durant la revolta del duc de Baviera, va rebre el govern de la Marca Oriental de Baviera que ell i el seu fill i successor Enric I de Babenberg van estendre a costa dels hongaresos. El marcgraviat va seguir en mans de la dinastia i per la seva lleialtat a alguns emperadors van rebre privilegis d'Enric II i Enric III. El 1157 el marcgraviat fou elevat a ducat separat de Baviera. Va restar en mans de la nissaga fins al 1246 quan va morir Frederic II el Bataller sense fills mascles. Després d'uns anys de conflicte amb Ottokar II de Bohèmia durant el Gran Interregne, els territoris dels Babenberg van passar a Rodolf I d'Alemanya de la dinastia dels Habsburg després de la seva mort a la batalla de Marchfeld,

## Sobirans de la casa de Babenberg

### Marcgravis d'Austria
- Leopold I de Babenberg l'Il·lustre 976-994
- Enric I de Babenberg 994-1018
- Adalbert de Babenberg 1018-1055
- Ernest de Babenberg el Valent 1055-1075
- Leopold II de Babenberg el Bell 1075- 1080
- Vratislav II de Bohèmia vers 1080-1084
- Leopold II de Babenberg el Bell (altre cop) 1084-1095
- Leopold III de Babenberg el Sant 1095-1136
- Leopold IV de Babenberg el Liberal 1136-1141
- Enric II Jasomirgott 1141-1157 (des de 1157 duc d'Àustria)

### Ducs d'Àustria
- Enric Jasomirgott duc 1157-1177 (abans marcgravi)
- Leopold V el Virtuós 1177-1194 (des de 1192 duc d'Estíria)
- Frederic I el Catòlic 1194-1199
- Leopold VI el Gloriós 1199-1230 (duc d'Estíria des de 1194)
- Frederic II el Bataller 1230-1246 (duc d'Estíria)

### Ducs de Suàbia
- Ernest I, fill de Leopold I l'Illustre, 1012-1015
- Ernest II, fill, 1015-1030
- Herman IV, germà, 1030-1038

### Arquesbibes de Trèveris
- Poppon de Babenberg 1016 - 1047